# Zofia Gumińska
Zofia Gumińska (z domu Niklewska) (ur. 31 stycznia 1917 w Dublanach, zm. 16 marca 2006 we Wrocławiu) – polska uczona, botanik, fizjolog roślin, pionierka upraw hydroponicznych w Polsce, członkini Polskiego Towarzystwa Botanicznego od 1946 r. Współtwórczyni i wieloletnia dyrektorka Ogrodu Botanicznego we Wrocławiu.

## Życiorys
Urodziła się w 1917 roku w Dublanach pod Lwowem. Jej rodzicami byli Bronisław Niklewski – profesor fizjologii roślin i chemii rolnej, wykładowca Akademii Rolnej w Dublanach, następnie w Lublinie i Poznaniu, oraz Karolina z domu Hegedüss – córka węgierskiego malarza, ucznia Jana Matejki. Po zakończeniu I wojny światowej w 1919 rodzina Niklewskich przeprowadziła się do Poznania, gdzie Zofia spędziła dzieciństwo. Po ukończeniu gimnazjum w 1935 roku podjęła studia na Wydziale Rolniczo-Leśnym Uniwersytetu Poznańskiego. W 1939 r. ukończyła studia rolnicze, lecz w związku z wybuchem II wojny światowej, dyplom inżyniera rolnika odebrała dopiero po wojnie, 12 grudnia 1945 roku. 4 września 1939 roku poślubiła Stefana Gumińskiego, później profesora fizjologii roślin Uniwersytetu Wrocławskiego. 
W wyniku działań wojennych musiała wraz z mężem uciekać na wschód. Początkowo przebywali na Podolu, ale Stefan Gumiński został aresztowany przez NKWD i po uratowaniu go z kolumny mężczyzn prowadzonych do Katynia, wrócili przez zieloną granicę do Generalnego Gubernatorstwa. Do końca niemieckiej okupacji przebywali w majątku Gumińskich w Dzierążni zajmując się uprawą roli. Kiedy po zakończeniu działań wojennych w 1944 roku mąż Zofii Gumińskiej został aresztowany za działalność w Armii Krajowej, ponownie podjęła starania uwolnienia go i dzięki wstawiennictwu znajomego prawnika udało się wydostać go z więzienia. 
Na krótko zamieszkała w Lublinie, dokąd Bronisław Niklewski, jeden z organizatorów Uniwersytetu Marii Curie-Skłodowskiej, sprowadził ją i zięcia. Po roku wraz z rodziną przeprowadziła się do Poznania. Od grudnia 1945 do listopada 1948 pracowała jako asystentka w Zakładzie Warzywnictwa Wydziału Rolniczo-Leśnego Uniwersytetu Poznańskiego. W 1948 roku przeniosła się z mężem do Wrocławia, gdzie kontynuowała działalność naukową. Od 1 grudnia 1948 rozpoczęła pracę jako starszy asystent w Ogrodzie Botanicznym Uniwersytetu Wrocławskiego. Początkowo z jednym współpracownikiem, a następnie wraz z Jadwigą Teleżyńską i Janem Augustynowiczem, kierowała pracami nad rewaloryzacją Ogrodu i przywróceniem go do działania po wojennych zniszczeniach. W 1955 roku otrzymała nominację na zastępcę profesora na Wydziale Nauk Przyrodniczych UWr, a od stycznia 1958 była kierownikiem Ogrodu Botanicznego, będącego wówczas samodzielnym zakładem przy Katedrze Ekologii i Geografii Roślin Uniwersytetu Wrocławskiego. W tym samym roku obroniła rozprawę doktorską pt. „Utlenione związki próchnicze, stymulatory kiełkowania nasion”, a w 1959 otrzymała stopień doktora nauk rolno-leśnych w Wyższej Szkole Rolniczej w Poznaniu. W 1963 r. uzyskała habilitację na podstawie pracy „Teoretyczne podstawy upraw hydroponicznych” i w tym samym roku Rada Wydziału Nauk Przyrodniczych Uniwersytetu Wrocławskiego przyznała jej etat docenta. 
Po zatwierdzeniu docentury wygłosiła wykład na Uniwersytecie pt. „Zastosowanie osiągnięć fizjologii roślin do praktyki ogrodniczo-rolniczej”. W 1964 r. za pracę habilitacyjną otrzymała nagrodę ministra nauki, szkolnictwa wyższego i techniki. 
Uniwersytet Wrocławski trzykrotnie występował o przyznanie jej profesury, ale nie dopuszczały do tego ówczesne władze, między innymi ze względu na jej postawę religijną. W dniu 1 października 1972 r., po 24 latach pracy, Zofia Gumińska została niespodziewanie zwolniona ze swojej funkcji kierownika Ogrodu, bez podania przyczyn. Pozostała na stanowisku samodzielnego pracownika naukowego, aż do przejścia na emeryturę z dniem 1 października 1978 r. W kolejnych latach aktywnie wspierała Ogród Botaniczny i prowadziła działalność społeczną.
Zmarła 16 marca 2006 r. we Wrocławiu, gdzie spoczywa na cmentarzu św. Wawrzyńca, wraz z mężem Stefanem Gumińskim.

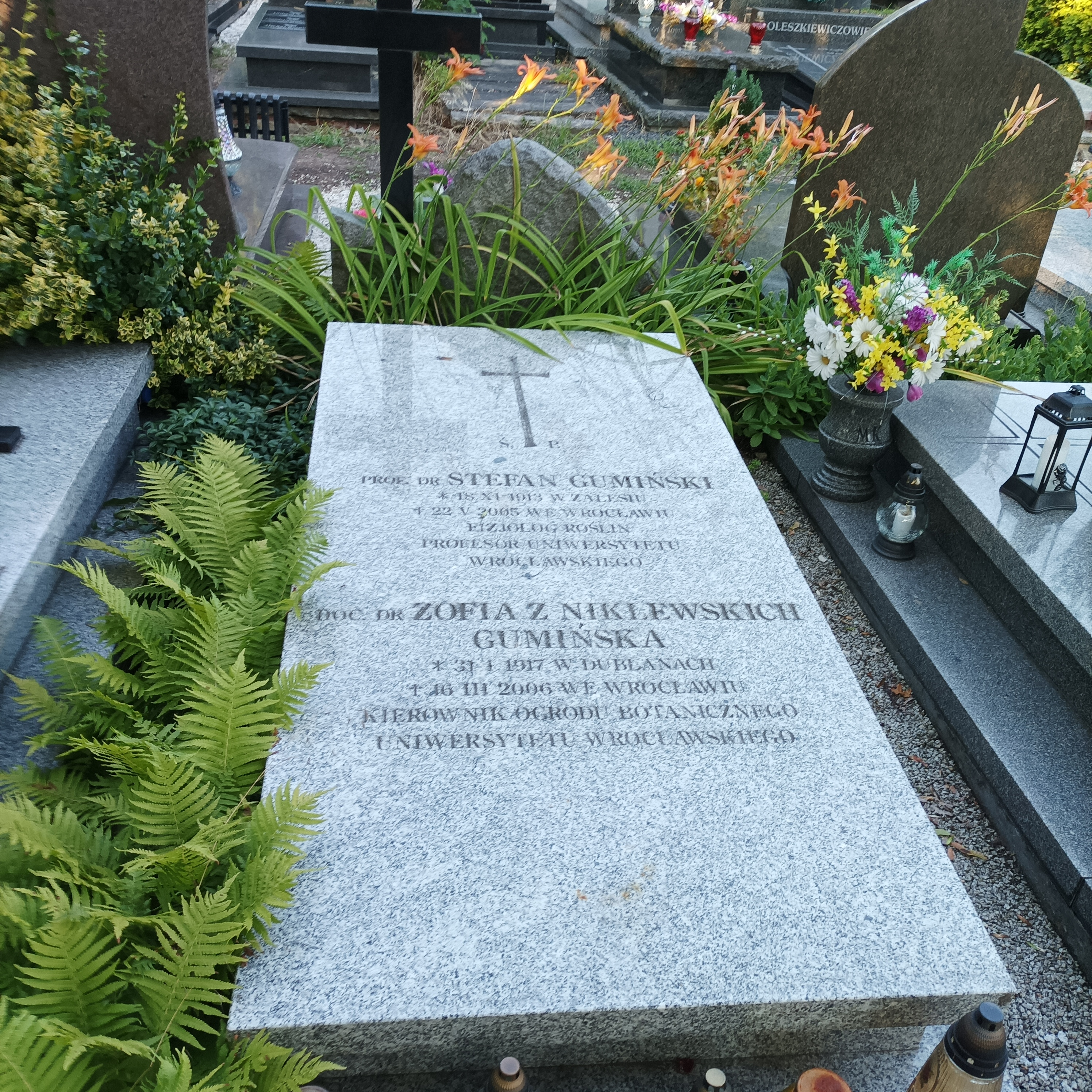
Grób Stefana i Zofii Gumińskich na cmentarzu św. Wawrzyńca we Wrocławiu

## Działalność naukowa
Zainteresowania naukowe Zofii Gumińskiej dotyczyły przede wszystkim fizjologii roślin. Badała w szczególności uprawy bezglebowe oraz znaczenie związków próchnicznych dla organizmu roślinnego i mechanizmy działania tych związków. Wprowadziła uprawy bezglebowe w Ogrodzie Botanicznym Uniwersytetu Wrocławskiego, wcześniej stosowano je jedynie w prywatnych hodowlach szklarniowych. Udoskonalona przez nią metoda próchnicowej uprawy hydroponicznej roślin, nazwana została metodą wrocławską. Rezultaty jej prac wykorzystywano w ponad 100 szklarniach produkcyjnych w całej Polsce. Prowadziła też prace naukowo-badawcze dla Instytutu Chemii i Technologii Nafty i Węgla Brunatnego Politechniki Wrocławskiej.
Dorobek Zofii Gumińskiej obejmuje 85 prac naukowych związanych z zagadnieniem upraw bezglebowych oraz wpływem związków humusowych na rozwój roślin. Była promotorką kilkunastu prac magisterskich i sześciu doktorskich. Brała udział w międzynarodowych sympozjach poświęconych zagadnieniom ogrodniczym, w tym uprawom bezglebowym, m.in. w 1962 r. w XVI Międzynarodowym Kongresie Ogrodniczym w Brukseli, trzykrotnie w International Congress on Soilless Culture (w 1969, 1973 i 1976 r.), oraz w 1974 r. w Międzynarodowym Kongresie Ogrodniczym w Warszawie.

### Członkostwo
Należała do polskich i międzynarodowych organizacji:
- Polskie Towarzystwo Botaniczne – członkini od 1946 roku, w okresie od listopada 1976 r. do stycznia 1980 r. przewodnicząca Oddziału Wrocławskiego PTB;
- Wrocławskie Towarzystwo Naukowe;
- Związek Nauczycielstwa Polskiego;
- Stowarzyszenie Inżynierów i Techników Ogrodnictwa;
- Międzynarodowe Towarzystwo Nauk Ogrodniczych;
- International Working Group on Soilless Culture.

### Wybrane publikacje
- Z. Gumińska: O podlewaniu i moczeniu goździków szklarniowych (wyniki doświadczeń wykonanych w Zakładach Ogrodniczych PGR Chróścina Byska). Prz. ogrodn. 1956 nr 9 s. 15-17[4].
- Z. Gumińska: „Hydroponiki”, czyli uprawy powietrzno-wodne. Wiad. botan. T. 2: 1958 z. 4 s. 251-254, ilustr., Biul Ogr. botan. 1958 nr 4 s. 251-254[4].
- S. Gumiński, Z. Gumińska, L. Badura, J. Buczek: Uber einige spezifische Eigenschaften der Pflanzenwurzelatmung. [W:] Mitteilungen des IV. Internationalen Kongresses für Biochemie. Wien, 1958. s. 140[4].
- Z. Gumińska: Utlenione związki próchnicze jako stymulatory kiełkowania nasion. Acta Soc. Botan. Pol. Vol. 27 : 1958 nr 4 s. 501522, rys., tab., Rés.[4]
- Z. Gumińska, S. Gumiński: Le mécanisme d'action physiologique des Composés humiques sur l'organisme végétal. [W:] Comptes rendus du IX Congres International de Botanique. Montreal 1959 s. 145[4].
- Z. Gumińska: Zarys historii badań nad fizjologiczną aktywnością próchnicy glebowej. Postępy Nauk roln. 1959 nr 5 s. 105-118[4].
- Z. Gumińska: Uprawa hydroponiczna roślin – 16 wydań w latach 1964-1976 w języku polskim i angielskim.
- Z. Gumińska, S. Gumiński: Próchnicowa uprawa hydroponiczna roślin, 1977.

## Nagrody i odznaczenia
- Nagrody Rektora Uniwersytetu Wrocławskiego (w latach 1954, 1958, 1967 i 1971)[2];
- Nagroda Ministra Nauki, Szkolnictwa Wyższego i Techniki za pracę habilitacyjną (1964)[2];
- Złoty Krzyż Zasługi (1955)[2];
- Medal 10-lecia Polski Ludowej (1955), przyznany na wniosek Ministra Szkolnictwa Wyższego Uchwałą Rady Państwa z dnia 7 maja 1955 r. nr 0/155[6];
- Odznaka honorowa Budowniczego Wrocławia (1967)[2].
- Krzyż Kawalerski Orderu Odrodzenia Polski (1981)[2];